# Hedyotis korrorensis
Hedyotis korrorensis là một loài thực vật có hoa trong họ Thiến thảo. Loài này được (Valeton) Hosok. mô tả khoa học đầu tiên năm 1934.